# Chang Pengben
Chang Pengben (né le 1er septembre 1988) est un athlète chinois, spécialiste du 400 mètres. 

## Biographie
Étudiant à l'université de Pékin, Chang Pengben remporte la médaille d'argent sur 400 mètres lors Championnats d'Asie en salle de 2012, derrière l'Iranien Reza Bouazar.

### Palmarès
| Date | Compétition                  | Lieu     | Résultat | Épreuve   | Performance   |
| ---- | ---------------------------- | -------- | -------- | --------- | ------------- |
| 2010 | Jeux asiatiques              | Canton   | 5e       | 400 m     | 46 s 65       |
| 2010 | Jeux asiatiques              | Canton   | 3e       | 4 × 400 m | 3 min 03 s 66 |
| 2011 | Universiade                  | Shenzhen | 2e       | 4 × 100 m | 39 s 39       |
| 2012 | Championnats d'Asie en salle | Hangzhou | 2e       | 400 m     | 48 s 47       |
| 2013 | Jeux de l'Asie de l'Est      | Tianjin  | 1er      | 4 × 400 m | 3 min 07 s 27 |

### Records
| Épreuve    | Performance | Lieu  | Date        |
| ---------- | ----------- | ----- | ----------- |
| 400 mètres | 45 s 98     | Jinan | 6 août 2010 |